# مرصد أونديجوف

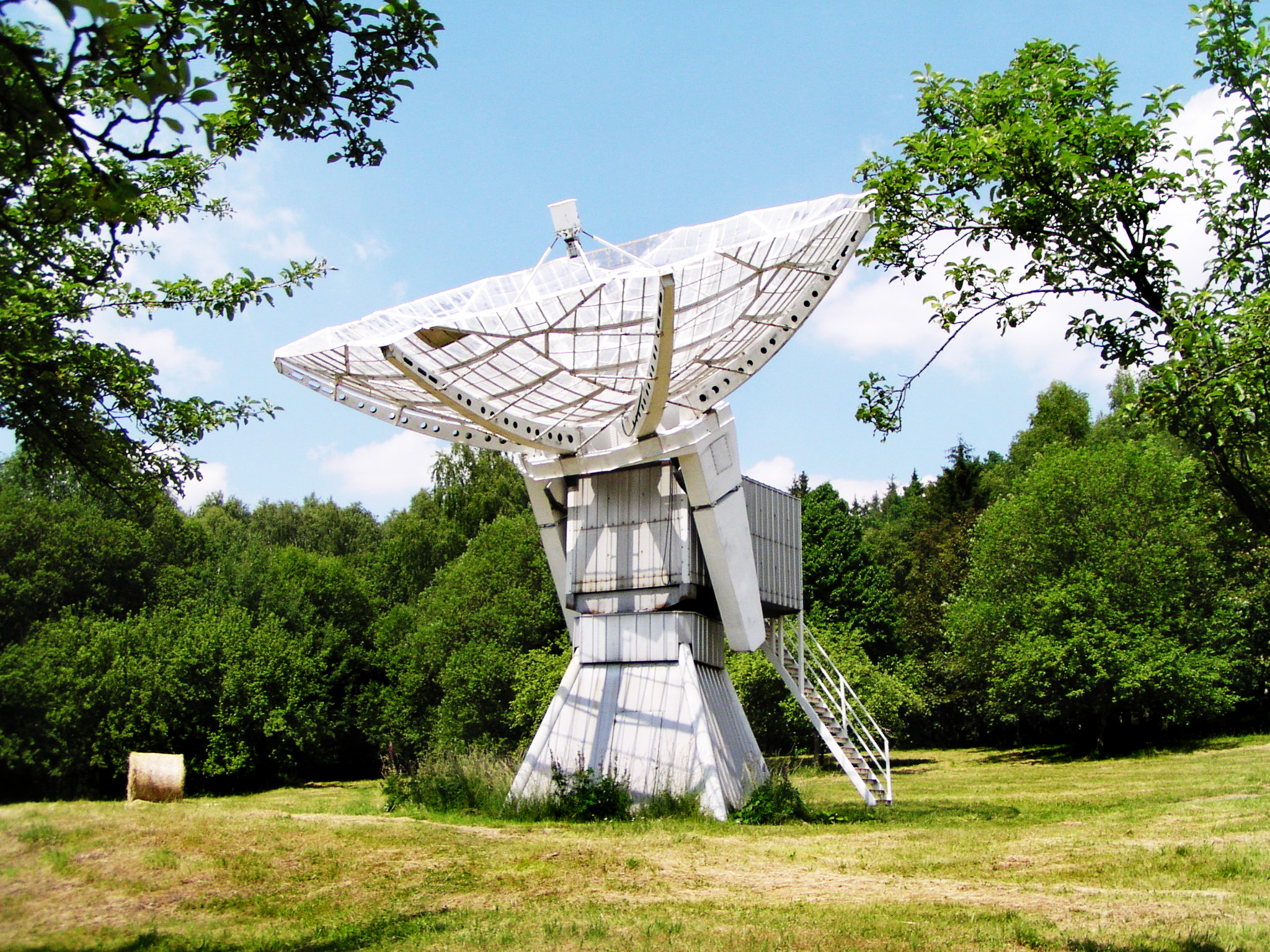
تلسكوب لمراقبة الشمس

مرصد أونديجوف يعتبر مرصد أونديجوف التشيكي هو المرصد الرئيسي للمعهد الفلكي التابع لأكاديمية العلوم في الجمهورية التشيكية. يقع بالقرب من مدينة أونديجوف على بعد 35 كيلومتر جنوب شرق براغ عاصمة جمهورية التشيك. لديه تلسكوب بعرض 2 متر وهو الأكبر في جمهورية التشيك.

## التاريخ
تم تشييد المرصد في عام 1898 بواسطة فلكيين هواة تشيكيين ورجل الأعمال جوزيف يان فريو كمرصد خاص. في 28 أكتوبر 1928 تبرع بالمرصد إلى الدولة التشيكوسلوفاكية للاحتفال بالذكرى العاشرة لاستقلالها. كانت جامعة تشارلز تُدير المرصد الذي يقع على ارتفاع 500 متر (1600 قدم) بعيداً عن الهواء والتلوث لمدينة براغ حتى تم تأسيس أكاديمية العلوم التشيكوسلوفاكية في عام 1953 والتي كانت تعمل كجزء من معهدها الفلكي بالتزامن مع مراصد تشيكوسلوفاكية أخرى.
في عام 1967 أضيف إلى المرصد تلسكوبًا بعرض 2 متر في ذلك الوقت كان تاسع أكبر تلسكوب في العالم. الآن هو أكبر تلسكوب في جمهورية التشيك وعلى مستوى العالم بعد المائتين.

## إكتشافاته
تم اكتشاف العديد من الكويكبات والأعمال الحديثة التي قام بها علماء الفلك من أوندجوف تشمل فحص مسار وأصل نيزك تشيليابينسك. تم اكتشاف أكثر من 700 كواكب صغيرة في هذا المرصد. في حين أن معظم هذه الاكتشافات تُنسب بشكل رسمي إلى علماء الفلك الذين اكتشفوها ماعدا 23 كوكب تنسب للمرصد.

## صور

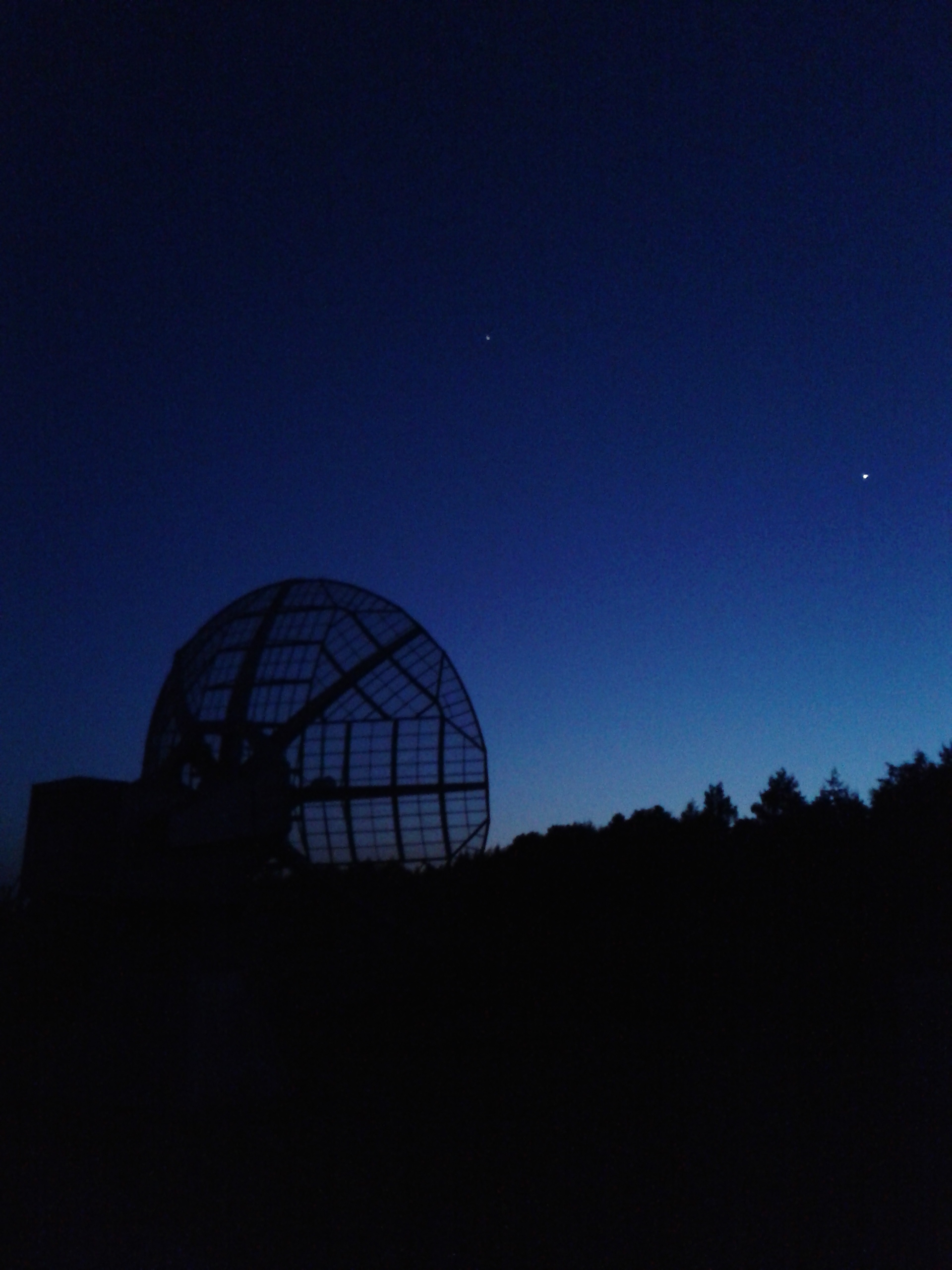
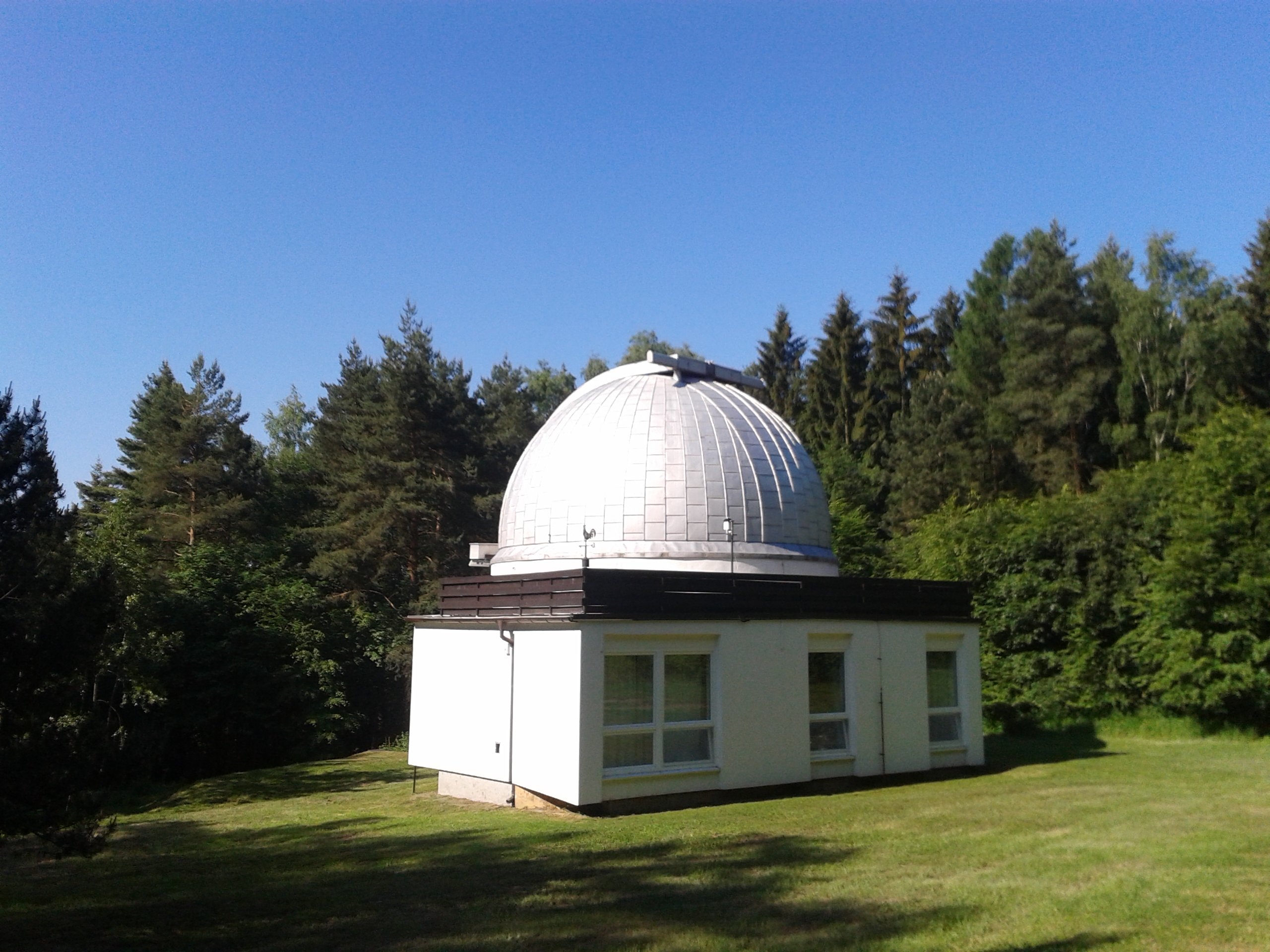
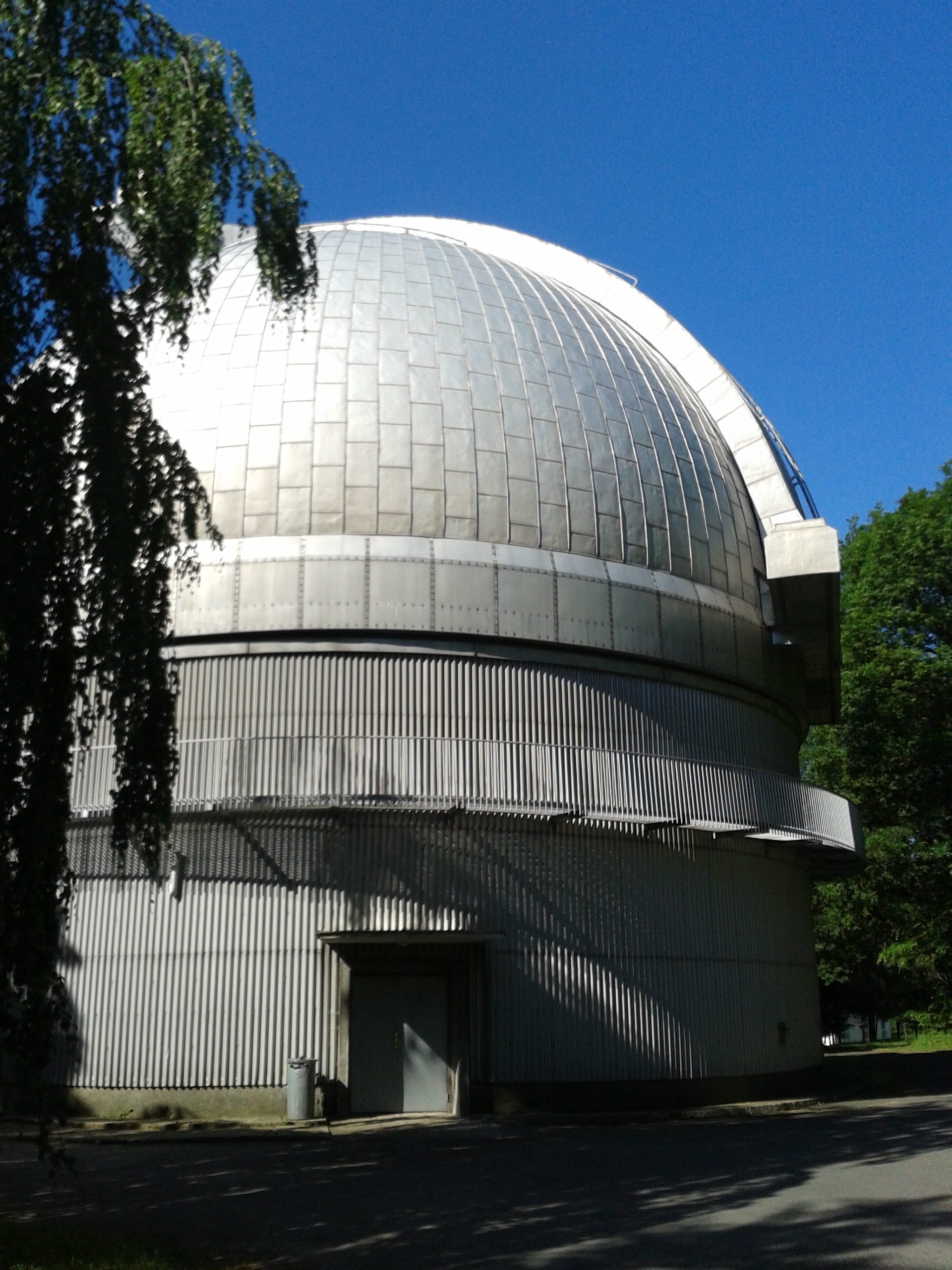
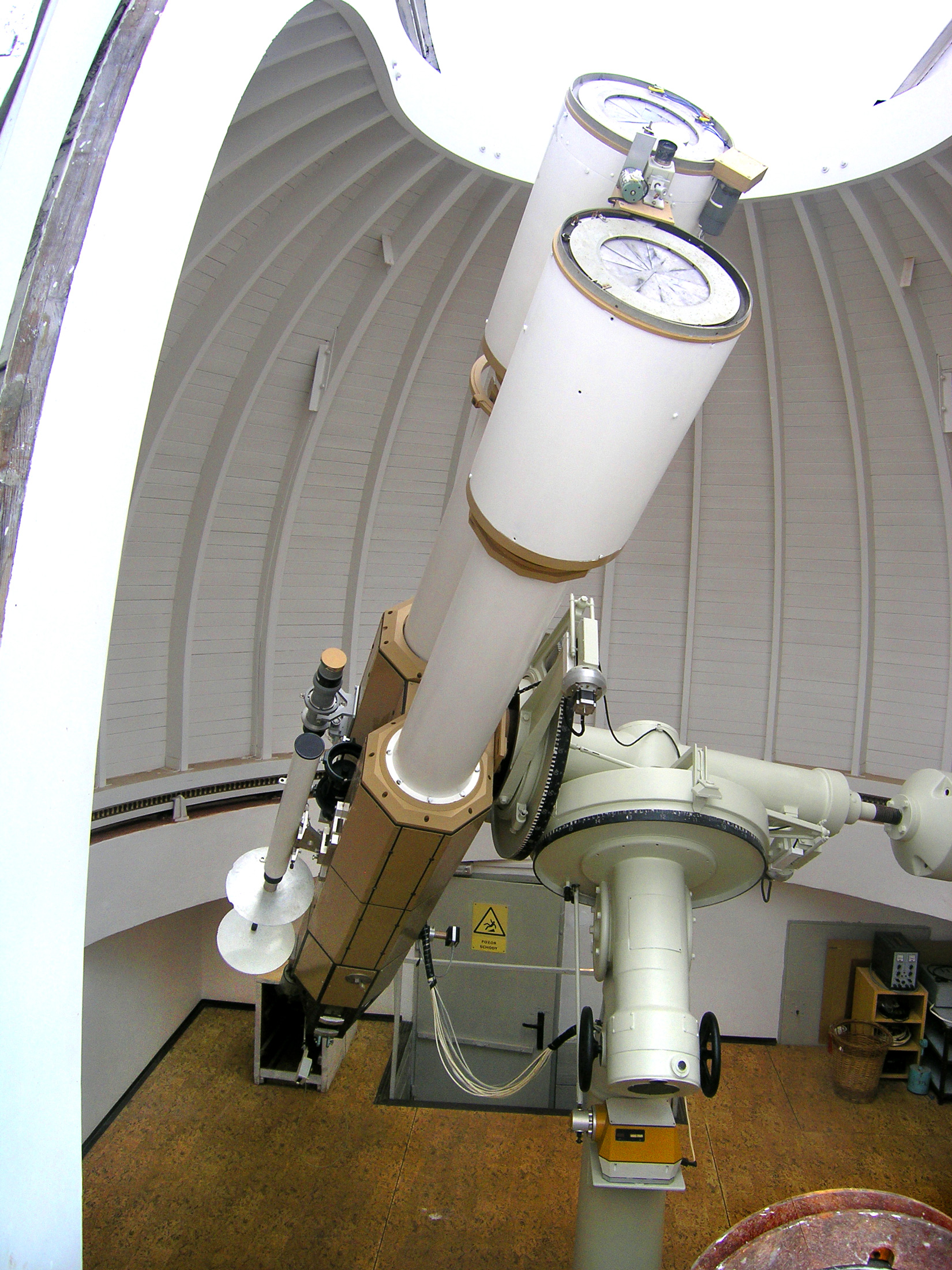
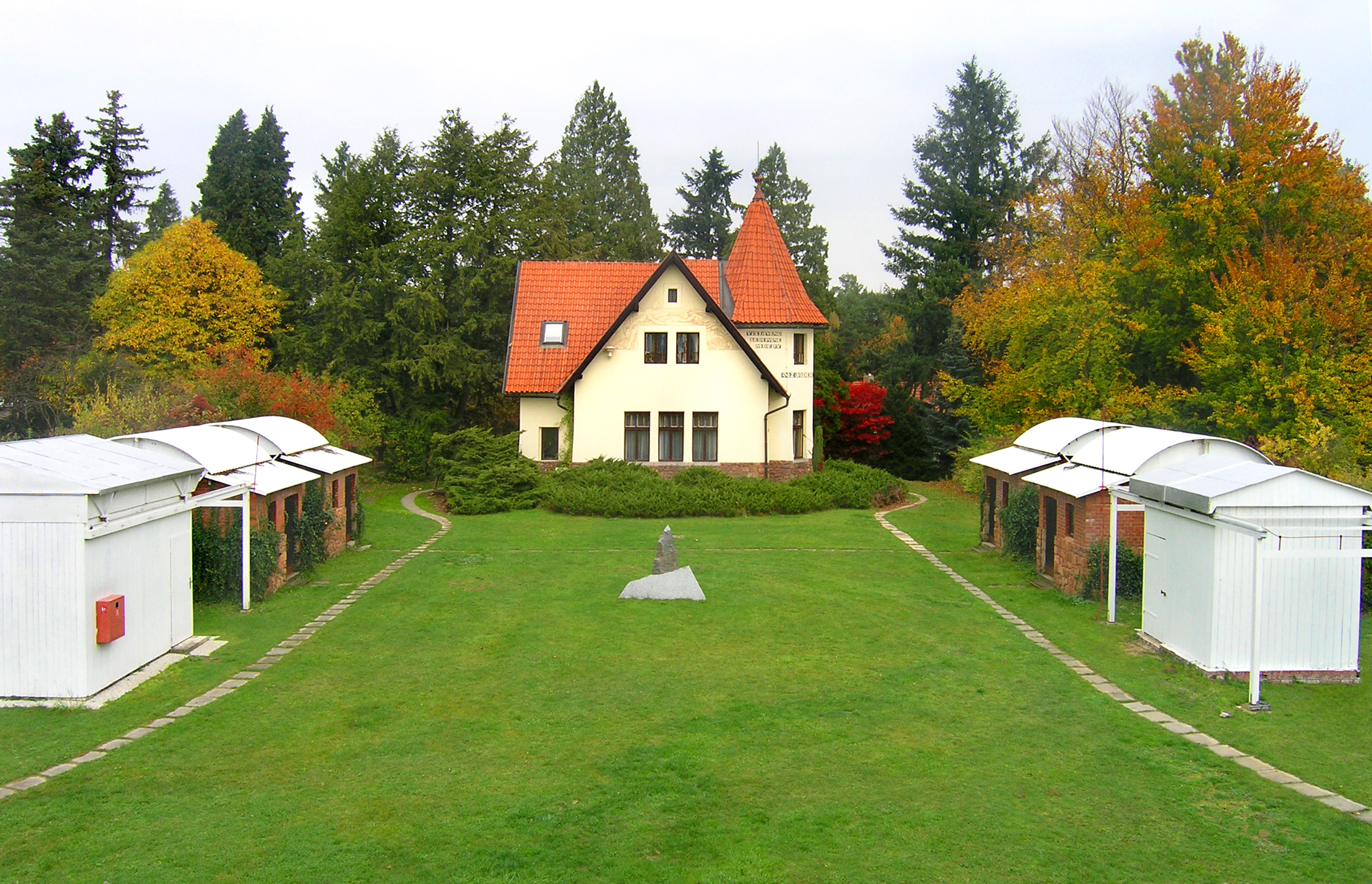
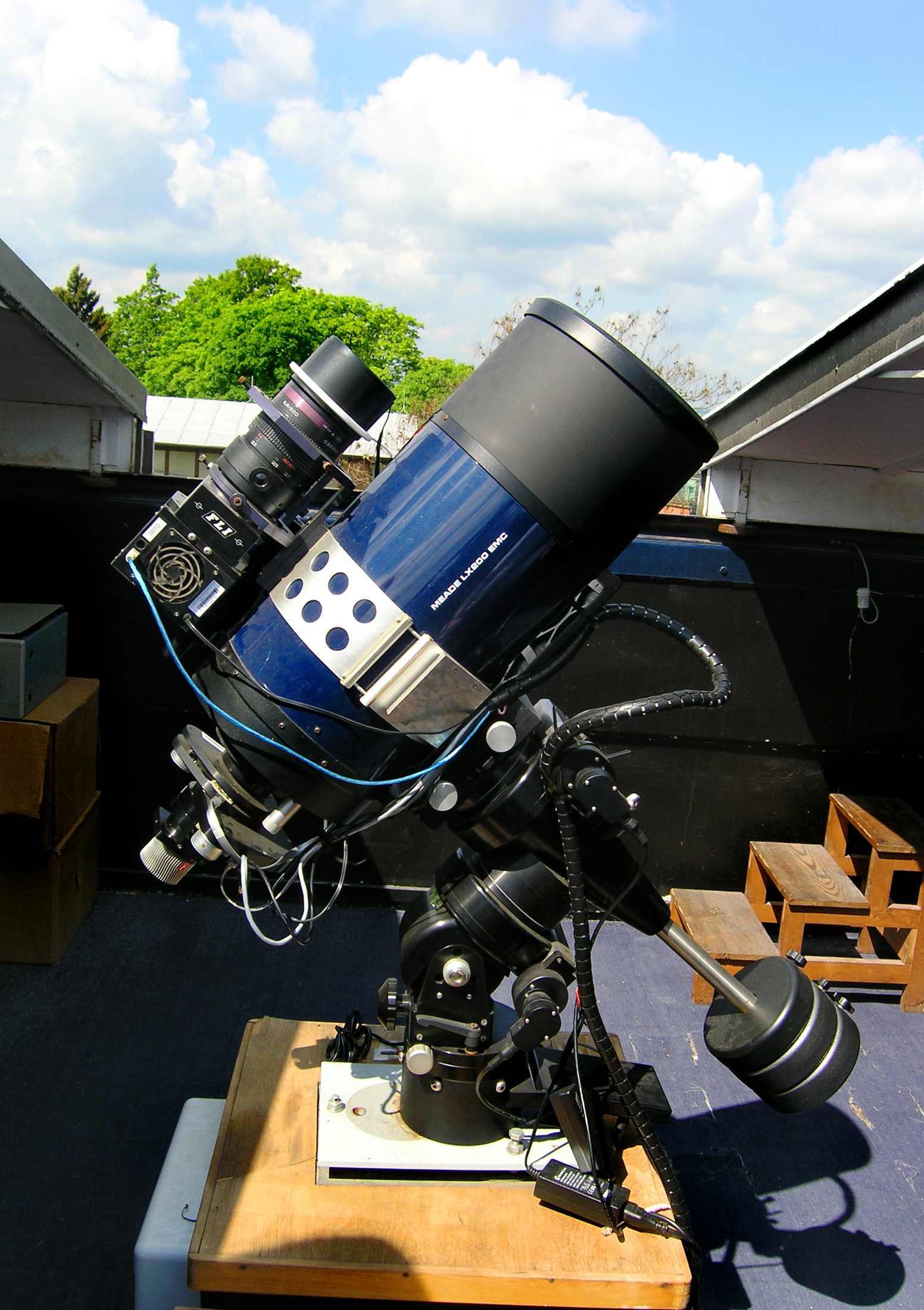